# Woodsford Castle
Woodsford Castle är ett slott i Storbritannien.   Det ligger i kommunen Dorset och riksdelen England, i den södra delen av landet, 180 km sydväst om huvudstaden London. Woodsford Castle ligger 43 meter över havet.
Terrängen runt Woodsford Castle är platt. Runt Woodsford Castle är det ganska tätbefolkat, med 108 invånare per kvadratkilometer. Närmaste större samhälle är Dorchester, 6,3 km väster om Woodsford Castle. Trakten runt Woodsford Castle består till största delen av jordbruksmark.